# أكرم شهيب
أكرم حسين شهيب (من مواليد عاليه في 17 أكتوبر 1947 - )، سياسي ونائب لبناني ينتمي إلى الحزب التقدمي الاشتراكي. إنضم إلى الحزب سنة 1979 . تولى إدارة مكتب الحزب في دمشق بين 1985 و1991. عين سنة 1991 كنائب بعد زيادة عدد المقاعد النيابية. عارض تمديد ولاية الرئيس إميل لحود قائلا أنه «فخ لا لزوم له» . يعد حاليا من أبرز نشطاء تحالف 14 آذار.

## عضو في مجلس النواب
- انتخب نائبا في مجلس النواب عن دائرة عاليه، عن سنوات 1992، 1996، 2000، 2005 و2009 و 2018.[4] وأعيد انتخابه نائباً من جديد في أيار من العام 2022 عن دائرة عاليه.[5]

## مسيرته
- عضو مجلس قيادة الحزب التقدمي الاشتراكي
- رئيس لجنة البيئة في مجلس النواب الحالي.
- مع انطلاق ثورة 17 تشرين في العام 2019 تم قطع الطريق على موكب شهيب، وكان وزير التربية آنذاك، من قبل الثوار في أول أيام الثورة حيث أطلق مرافقوه النار في الهواء لإبعاد المحتجين عن الموكب، وتسبب إطلاق النار بحالة غضب كبيرة بومها، حيث كان أول احتكاك مباشر للثوار مع أحد وزراء السلطة.[6]

## تعليمه
- حاصل على إجازة في التاريخ من جامعة بيروت العربية.
- حاصل على ماجيستير في التاريخ المعاصر من جامعة القاهرة.[7]

## الوزارات التي تولاها
- عين وزيرا للبيئة في حكومة الرئيس الراحل رفيق الحريري بين 7 تشرين الثاني 1996 و4 كانون أول 1998.[8][9]
- عين وزيرا المهجرين في حكومة الرئيس سعد الحريري في العام 2010.
- عين وزيرا للزراعة في حكومة الرئيس تمام سلام في العام 2014.[10]
- عين وزير للتربية والتعليم العالم في حكومة الرئيس سعد الحريري في العام 2019 م

## حياته
- متأهل من سلمى الجردي وله أربع أولاد.

## وصلات خارجية
- نبذة عن السيرة الذاتية للوزير أكرم شهيب